# Александер Яллов
Александер Яллов (швед. Alexander Jallow, нар. 3 березня 1998, Стокгольм, Швеція) — шведський футболіст, фланговий захисник італійської «Брешії».

## Ігрова кар'єра

### Клубна
Александер Яллов народився у передмісті Стокгольма. Футболом почав займатися у місцевій команді «Авеста АІК», де пройшов шлях від молодіжного складу до основи.
У 2015 році Яллов підписав контракт із клубом Першого дивізіону «ІК Браге» але перший сезон він залишався у «Авеста АІК» на правах оренди. У 2017 році Яллов уклав чотирирічний контракт із клубом Супереттан «Єнчепінг Седра», де незважаючи на свою позицію флангового захисника, відрізнявся високою результативністю, забиваючи як з пенальті так і з гри.
2 січня 2020 року стало відомо, що футболіст переходить до складу клубу Аллсвенскан «Гетеборг», з яким Яллов підписав контракт на чотири роки.
26 серпня 2022 року за 400 тисяч євро перейшов до італійської «Брешії».

### Збірна
З 2015 року Александер Яллов провів кілька поєдинків у складі юнацьких збірних Швеції. 2019 року він зіграв одну гру за молодіжну збірну Швеції.

## Особисте життя
Батько Александера виходець з Гамбії. Тому сам футболіст збергіє можливість своїх виступів у складі національної збірної Гамбії.

## Досягнення
Гетеборг
- Володар Кубка Швеції: 2020